# Francesco Colonna (moine)
Pour les articles homonymes, voir Francesco Colonna, Colonna et Colonne.
Francesco Colonna, en latin Franciscus Columna (né en 1433 à Venise – mort en 1527 dans la même ville) est un moine dominicain italien auquel a été attribuée la composition du Songe de Poliphile (Hypnerotomachia Poliphili, 1467). Il s'agit d'un « roman illustré », étrange dans sa conception comme dans sa langue, qui raconte le voyage onirique initiatique de Poliphile vers l'île de l'amour, Cythère. Cet incunable, qualifié de « plus beau livre du monde », a eu une grande influence aux XVIe et XVIIe siècles sur la littérature et les arts.

## Biographie
On sait très peu de choses sur Francesco Colonna : il vécut à Venise et servit à la basilique Saint-Marc.
En dehors, éventuellement, de l’Hypnerotomachia Poliphili, il écrivit également des poèmes épiques dont Delfili Somnium (Le rêve du dauphin), poème qui ne fut publié qu’en 1959.
Colonna passa une partie de sa vie dans le monastère de Saint-Jean et de Saint-Paul à Venise.

## Auteur duSonge de Poliphile?
Le nom de l'auteur du livre n'est pas explicitement mentionné : il s'agit d'un ouvrage publié anonymement, la chose n'étant pas rare. Mais, une indication, cependant, est fournie par l'acrostiche formé par les lettrines des têtes de chapitres. On peut y lire : Poliam frater Franciscus Columna peramavit (« Frère Francesco Colonna a aimé Polia intensément »). Ce procédé est assez courant à l'époque.
L'attribution est confirmée par  Apostolo Zeno qui, en 1723, découvre un nouveau lien avec le moine. Zeno transcrit une note en latin datée du 12 juin 1512 qui aurait été relevée par G. B. de'Rossi sur un exemplaire du monastère de Saint-Jean et de Saint-Paul à Venise (exemplaire dont on n'a pas d'autre trace) :
« Juin 1512. Le vrai nom de l'auteur est Francesco Colonna, de Venise, qui appartenait à l'ordre des Prêcheurs, lequel, alors qu'il était pris d'un ardent amour pour une certaine Hippolyta, à Trévise, changeant son nom, l'appela Polia. Il lui dédia l'ouvrage, comme on peut le voir : la première lettre de chacun des chapitres le montre ; si on les met les unes à la suite des autres, elles disent : Poliam frater Franciscus Columna peramavit (le frère Francesco Colonna a passionnément aimé Polia). Il vit encore  à Venise, à Saint-Jean et Saint-Paul. »
Cette attribution a été acceptée sans hésitation par les gens de lettres (par exemple en France par Charles Nodier et Gérard de Nerval) puis par les milieux universitaires jusqu'au début des années 1960. Dans l'édition italienne de 1959, cette hypothèse est soutenue plus encore par les chercheurs Maria Teresa Casella et Giovanni Pozzi. En 1961, des études de Robert Weiss et Carlo Dionisotti attirent l'attention sur un autre Francesco Colonna, un membre de la noblesse romaine. Lamberto Donati et surtout Maurizio Calvesi poursuivent dans cette voie. Calvesi montre que l'œuvre, qui contient de nombreuses descriptions archéologiques, n'a pu être écrite que par un auteur qui avait une connaissance directe des antiquités présentes à Rome, où le moine vénitien n'est jamais venu, mais aussi de Palestrina, ce qui ramène nécessairement au noble seigneur de Palestrina. Cependant, en 1467, date de la fin de composition du manuscrit, le seigneur Colonna n'avait que... 14 ans.